# HPV-Impfstoff
HPV-Impfstoffe schützen durch den Aufbau einer Immunität gegen bestimmte Typen der sexuell übertragbaren humanen Papillomaviren (HPV), speziell auch vor Hochrisiko-HPV-Typen mit onkogenem Potential. Damit dient die Impfung auch der Krebsprävention. Bei Frauen wird das Zervixkarzinom (Gebärmutterhalskrebs) fast ausschließlich durch HPV verursacht, hierbei sind insbesondere die Hochrisiko-HPV-Typen 16 und 18 weltweit für etwa 70 % aller Fälle verantwortlich. Nach Angaben des Robert Koch-Instituts starben im Jahr 2018 in Deutschland 1612 Frauen an Gebärmutterhalskrebs. Bei Männern treten HPV-bedingt Anal- und Peniskarzinome sowie Karzinome in der Mundhöhle bzw. im Rachen auf. Niedrigrisiko-HPV-Typen (insbesondere HPV 6 und HPV 11) sind primär verantwortlich für die Entstehung von Genitalwarzen (Feigwarzen).
Derzeit sind drei HPV-Impfstoffe in Europa zugelassen: ein Zweifach-Impfstoff, der ausschließlich gegen die Hochrisiko-HPV-Typen 16 und 18 wirksam ist, ein Vierfach-Impfstoff, der sich gegen die HPV-Typen 6, 11, 16 und 18 richtet, und dessen Nachfolger, ein Neunfach-Impfstoff, welcher vor den HPV-Typen 6, 11, 16, 18, 31, 33, 45, 52, und 58 schützt. Die Weltgesundheitsorganisation empfiehlt allen Ländern, die HPV-Impfung in ihre nationalen Immunisierungsprogramme aufzunehmen, der HPV-Impfstoff befindet sich auf der Liste der unentbehrlichen Arzneimittel der Weltgesundheitsorganisation.
HPV-Impfstoffe haben sich als äußert effektiv bei der Verhinderung von Zervixkarzinomen sowie der Reduktion von Gebärmutterhalskrebsvorstufen (CIN) gezeigt, insbesondere wenn die Impfung vor dem ersten Geschlechtsverkehr erfolgt ist. Sie wirken nur vorbeugend (prophylaktisch), bereits bestehende Infektionen können durch sie nicht behandelt werden. Die Verwendung von Kondomen ist nicht ausreichend für einen Schutz, außerdem erzeugt diese im Gegensatz zur Impfung keine Immunität. HPV-Impfstoffe sind gut verträglich und sicher.
Die Vorsorgeuntersuchung zur frühzeitigen Erkennung des Gebärmutterhalskrebses (Pap-Test) wird weiterhin empfohlen, da nicht alle kanzerogenen HPV-Typen durch die Impfung erfasst werden.

## Risiken der HPV-Infektion
Aufgrund des onkogenen Potentials werden HPV-Typen in Hoch- und Niedrigrisiko unterteilt. So besteht die Gefahr bei persistierenden Infektionen von Hochrisiko-HPV-Typen bei der Entstehung maligner Tumoren. Die Internationale Agentur für Krebsforschung (IARC) hat die HPV-Typen 16, 18, 31, 33, 35, 39, 45, 51, 52, 56, 58 und 59 als sicher krebserregend eingestuft. Typ 68 ist vermutlich krebserregend, Typ 16 am stärksten onkogen. HPV 16 und 18 werden weltweit für etwa 70 % aller Fälle von Gebärmutterhalskrebs bei der Frau verantwortlich gemacht.
55,3 % aller Gebärmutterhalskrebsvorstufen (zervikale intraepitheliale Neoplasie) der Schweregrade CIN 2 und 3 waren in zwei deutschen Studien mit HPV 16 assoziiert, 6,4 % mit HPV 18, HPV 45 konnte in 8,5 % und HPV 31 in 6,4 % der Fälle nachgewiesen werden. Etwa 35 % der Frauen im Alter von 20–25 Jahren waren mit einem Hochrisiko-HPV-Typ infiziert (Stand 2010/2011). Eine transiente Infektion ist nach ein bis zwei Jahren nicht mehr nachweisbar, diese kann aber auch über Jahre persistieren und dann zum Teil zu einem Karzinom führen. So kann sich in ca. 10 % der Fälle persistierender HPV-Infektionen eine höhergradige CIN III entwickeln. Falls diese nicht behandelt wird, geht daraus in ca. 30–50 % der Fälle innerhalb von 10–30 Jahren ein Zervixkarzinom hervor. In Deutschland erkranken pro Jahr etwa 4.500 Frauen an einem Zervixkarzinom, hierbei versterben etwa 1.500 Frauen jährlich.
Hochrisiko-Virus-Untergruppen sind nicht nur an der Entstehung von Gebärmutterhalskrebs beteiligt; man findet sie auch bei Krebserkrankungen des Penis, der Vulva, des Anus und des Mundes. Bei Männern treten HPV-bedingt schätzungsweise 600 Anal- und mindestens 250 Peniskarzinome sowie mindestens 750 Karzinome in der Mundhöhle bzw. im Rachen als Neuerkrankungen auf.
Niedrigrisiko-HPV-Typen, insbesondere HPV 6 und 11, sind verantwortlich für die Entstehung von über 90 % der Genitalwarzen (Feigwarzen), die die weltweit häufigste virale sexuell übertragene Krankheit sind. Man schätzt, dass etwa 1 bis 2 % der sexuell aktiven europäischen und bundesdeutschen Bevölkerung in der Altersgruppe vom 15. bis 49. Lebensjahr von diesen gutartigen Tumoren betroffen ist. Für Deutschland wird eine Inzidenz von 170 Fällen pro 100.000 angenommen. Untersuchungen der letzten Jahre zeigen eine ansteigende Häufigkeit. Genitalwarzen führen oft zu Ängsten und psychosozialen Komplikationen sowie zu Partnerproblemen und damit zu einer erheblichen Einschränkung der Lebensqualität.

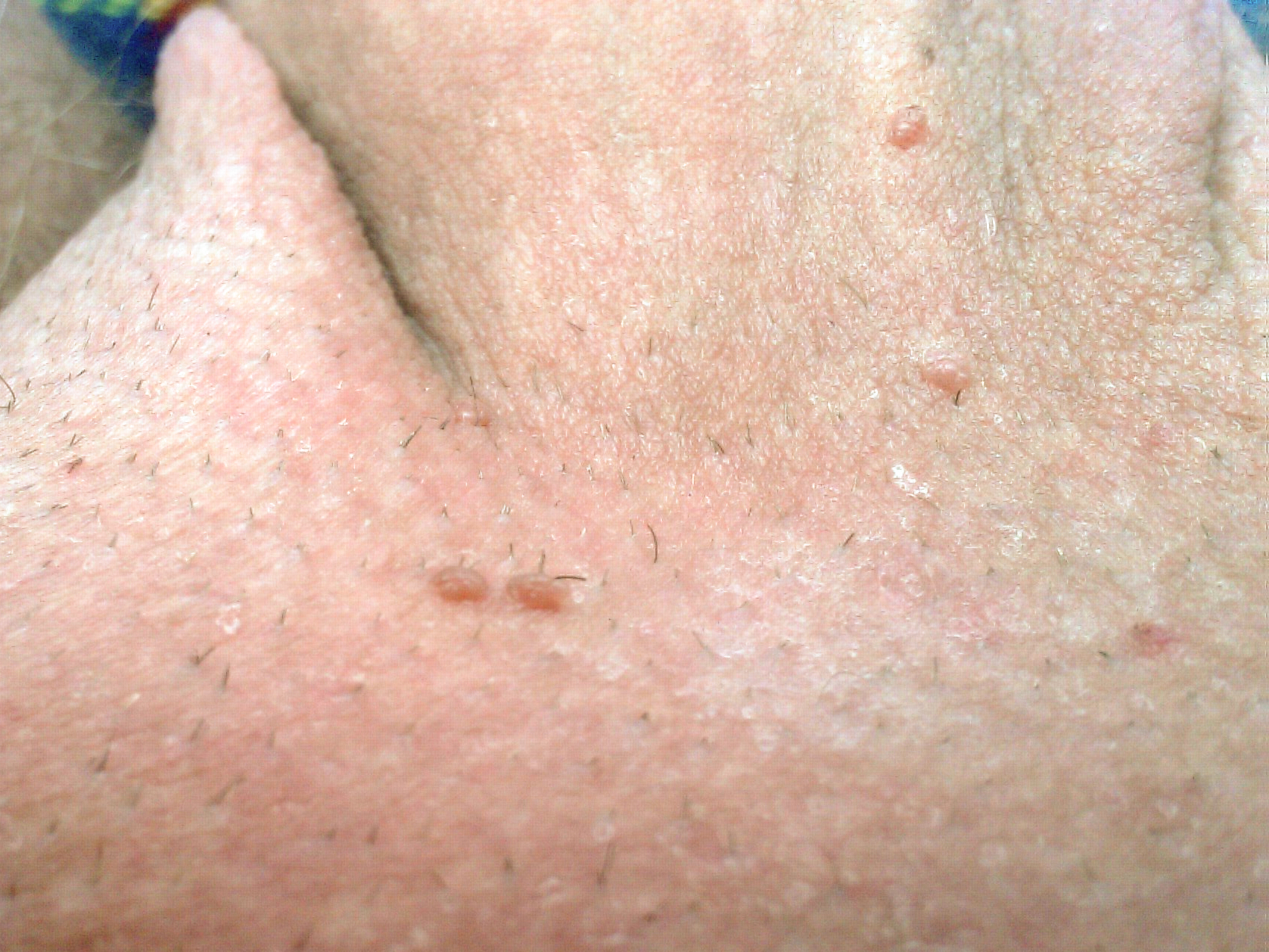
Feigwarzen im rasierten Schambereich an Peniswurzel, ca. 6 bis 10 Monate nach Infektion
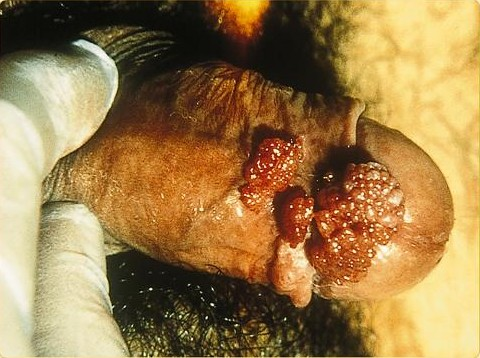
Stark ausgeprägter Feigwarzenbefall am Penis
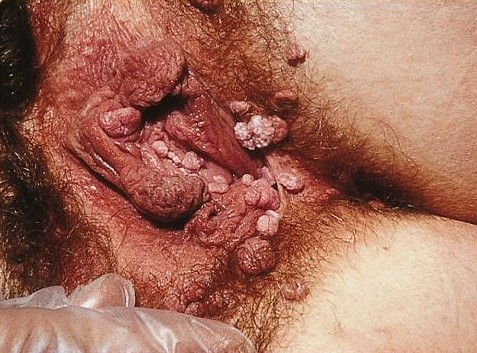
Stark ausgeprägter Feigwarzenbefall in der Vulva
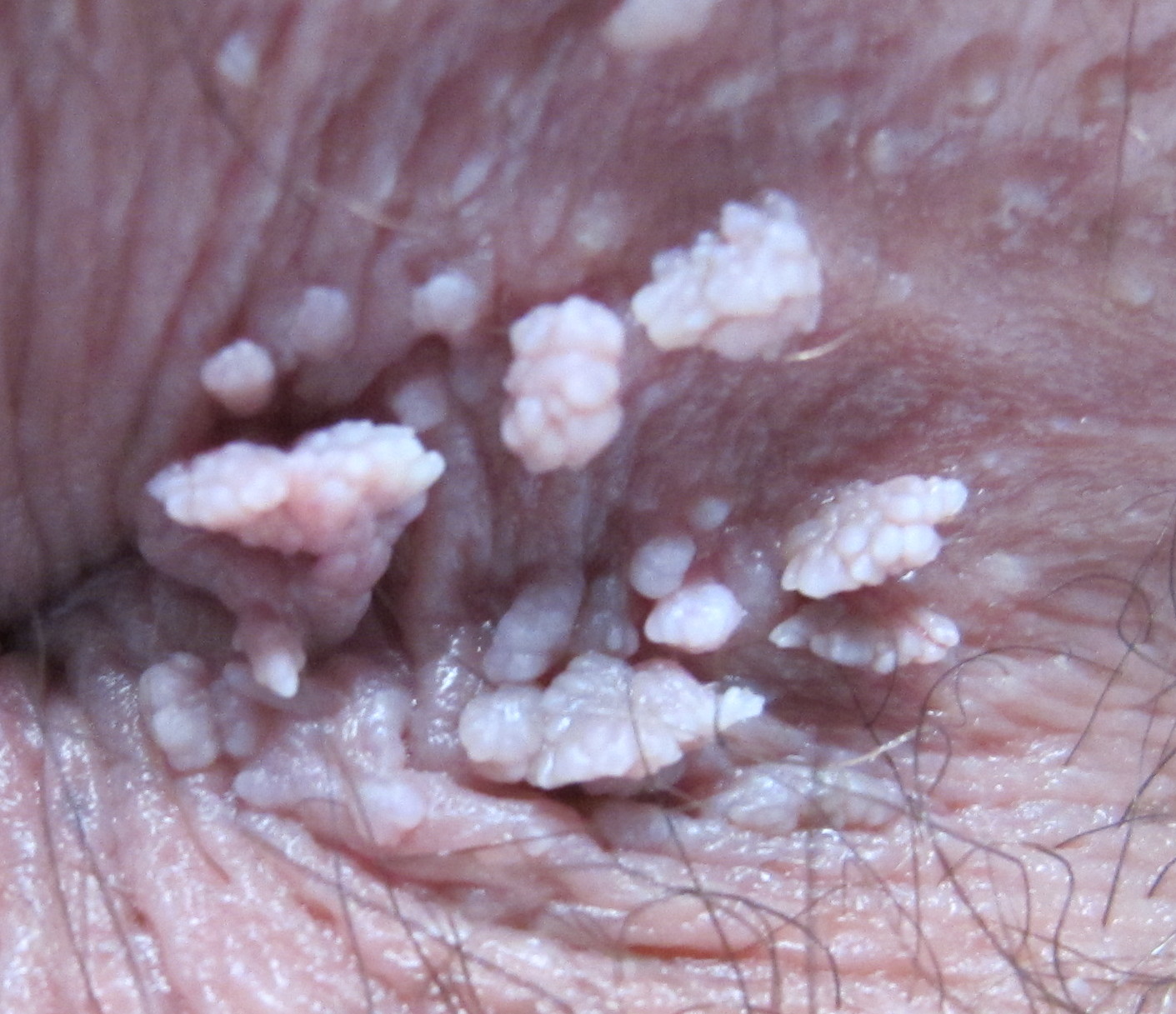
Feigwarzenbefall des Anus

## Entwicklung
Ein von Sanofi Pasteur MSD hergestellter Vierfach-Impfstoff wurde im Juni 2006 zunächst in den USA durch die Food and Drug Administration (FDA) und im September 2006 von der EU-Kommission nach einem zentralen Zulassungsverfahren in den Ländern der Europäischen Union zugelassen. Im November 2006 folgte die Zulassung in der Schweiz durch die Swissmedic. In Europa lautet der Handelsname Gardasil bzw. Silgard. Der Impfstoff richtet sich gegen die vier Papillomavirustypen 6, 11, 16 und 18. Laut Europäischer Arzneimittelagentur wurden bis Januar 2008 in Europa bereits 1,5 Millionen Patientinnen mit Gardasil geimpft. Es folgten Indikationserweiterungen für die Prävention von Vorstufen des Vaginal- und Vulva-Karzinoms (USA: September 2008, EU: Juli 2008) sowie für die Verhütung von Genitalwarzen (USA: im Oktober 2009 Ausweitung auf Männer und Jungen, EU: November 2011) und Prävention von Vorstufen maligner Läsionen im Analbereich und Analkarzinomen (USA: Dezember 2010, EU: Juni 2014).
Die Zulassung für den von GlaxoSmithKline entwickelten bivalenten Impfstoff, der unter dem Handelsnamen Cervarix vertrieben wird, wurde im Mai 2007 in Australien und am 20. September 2007 für die Europäische Union erteilt. Eine Zulassung durch die FDA erfolgte im Oktober 2009. Dieser richtet sich gegen die Papillomavirustypen 16 und 18.
In einer Phase-III-Studie von MSD mit einem neuen rekombinanten nonavalenten Impfstoff gegen die Virustypen 6, 11, 16, 18, 31, 33, 45, 52 und 58 mit der Bezeichnung „V503“ verhinderte die Impfung 97 % der hochgradigen vaginalen, Vulva- und Zervixkrebsvorstufen, die durch diese Virustypen verursacht werden. Der neue Impfstoff erzeugte eine gleiche oder bessere Immunantwort als Gardasil bei den HPV-Typen 6, 11, 16 und 18. Die Zulassung von V503 in den USA erfolgte im Dezember 2014 und in der EU im Juni 2015 unter dem Handelsnamen Gardasil 9, welches in Deutschland seit 2016 verfügbar ist.
In anderen Ländern sind weitere HPV-Impfstoffe zugelassen: die bivalenten Impfstoffe Cecolin und Walrinvax sowie ein quadrivalenter Impfstoff Cervavax.

## Eigenschaften
Alle sechs verfügbaren Impfstoffe basieren auf rekombinat hergestellten L1-Proteinen aus dem Kapsid gegen unterschiedliche Virustypen. Die L1-Proteine lagern sich spontan zu virusartigen Partikel (VLP) zusammen, es sind leere HP-Virushüllen. Die Impfstoffe enthalten kein lebendes biologisches Material, es handelt sich nicht um Lebendimpfstoffe. In den VLPs ist zudem keine virale DNA enthalten; damit sind die Impfstoffe nicht infektiös und können keine HPV-assoziierte Erkrankung auslösen. HPV-Impfstoffe sind adjuvantiert, aber müssen nicht mit Konservierungsstoffen versetzt werden.
Die humorale Immunantwort gegen HPV wird durch Antikörper vermittelt, die die L1- und L2-Proteine erkennen. B-Lymphozyten werden durch HPV-Antigene aktiviert; diese werden dabei auf den MHC-Klasse-II-Komplexen dendritischer Zellen präsentiert. Typ2-T-Helferzellen erkennen den MHC-II/L1-L2-Antigenkomplex. Dies führt zur Aktivierung des B-Lymphozyten, die anschließend weiter differenzieren und letztendlich HPV-spezifische Antikörper produzieren.
Die Impfung ist äußerst wirkungsvoll, da HPV-Impfstoffe vor einer Infektion mit den im Impfstoff enthaltenen HPV-Typen nahezu 100%ig schützen. Im bivalenten Impfstoff Cervarix wurde auch eine Kreuzimmunität gegenüber anderen, nicht enthaltenen HPV-Typen beschrieben.

## Wirksamkeit

### Generell
Im Jahre 2011 wurden erste Daten nach Einführung eines flächendeckenden Impfprogramms mit einem quadrivalenten Impfstoff publiziert. Das Programm wurde 2007 in Australien etabliert. Die Impfquote lag dort bei 80 bis 90 Prozent. Drei Jahre nach Beginn der Impfkampagne waren die behandlungsbedürftigen Krebsvorstufen bei Mädchen unter 18 Jahren um 59 Prozent niedriger als zuvor.
2018 hat ein Cochrane-Review die HPV-Impfung als wirksam und sicher beurteilt. Dieser Ansicht schlossen sich Wissenschaftler aus Schottland an. Die Auswertung von über 100.000 Gesundheitsdaten hat ergeben, dass routinemäßige HPV-Impfungen bei Mädchen im Alter von 12–13 Jahren die Wahrscheinlichkeit für das Auftreten abnormaler Zellen und zervikaler intraepithelialer Neoplasien (CIN; Vorstufen des Gebärmutterhalskrebses) deutlich reduziert hat. Je früher eine HPV-Impfung stattgefunden hatte, desto wirksamer war sie.
Eine Meta-Analyse von über 60 Millionen Patientendaten und einer achtjährigen Nachbeobachtung hat ergeben, dass die HPV-Impfung einen signifikanten Einfluss auf den Rückgang von HPV-Erkrankungen und der Gebärmutterhalskrebsvorstufe CIN2+ hat. So ging CIN2+ 5–9 Jahre nach der HPV-Impfung bei Frauen zwischen 15 und 19 Jahren um 51 %, bei Frauen zwischen 20 und 24 Jahren um 31 % zurück.
In den USA wurde beobachtet, dass nach der Einführung des quadrivalenten Impfstoffes das Auftreten der krebserregenden HPV-Stämme im Vergleich zur Vorimpfperiode signifikant sank: bei 14- bis 19-Jährigen von 11,5 % auf 1,8 % und bei 20- bis 24-Jährigen von 18,5 % auf 5,3 %. In Großbritannien zeigte sich 10 Jahre nach Einführung der HPV-Impfung, dass 16–24-jährige sexuell aktive Frauen nicht mehr mit den Hochrisikostämmen 16 und 18 infiziert waren.
In einer schwedischen retrospektiven Registerstudie von 2020 wurde die Schutzwirkung der HPV-Impfung bei 1,6 Millionen Mädchen und Frauen zwischen 10 und 30 Jahren untersucht. Frauen, die vor einem Alter von 17 Jahren geimpft wurden, haben hierbei ein etwa 88 % geringeres Risiko für Gebärmutterhalskrebs im Vergleich zu Ungeimpften. Bei Frauen, die zwischen 17 und 30 Jahren geimpft wurden, betrug die adjustierte Risikoreduktion nur 53 %, da eine bereits vorhandene Infektion durch eine spätere Impfung nicht behandelt werden kann und bereits ein Risiko für einen zukünftigen Gebärmutterhalskrebs mit sich bringt.
In einer großen Beobachtungsstudie in England von 2021 wurde gezeigt, dass seit Einführung der Impfung im Jahr 2008 ein deutlicher Rückgang sowohl beim Zervixkarzinom als auch bei der Vorstufe CIN3 verzeichnet wurde. Falls die Impfung vor ersten sexuellen Kontakten erfolgt ist, war der Effekt am signifikantesten. Wenn Mädchen in einem Alter von 12 bis 13 Jahren geimpft wurden, lag die Reduktion von Gebärmutterhalskrebs bei 87 % – ist diese im Alter von 16 bis 18 Jahren erfolgt, betrug die Reduktion 34 %. Die Autoren schätzen zudem, dass in England die Impfung bis Ende Juni 2019 im Mittel 448 Zervixkarzinome und 17.235 CIN3-Läsionen verhindert hat. Analoge Daten aus Dänemark und Schottland unterstreichen die signifikante Wirksamkeit der Impfung im Alter von 12 bis 13 Jahren.
Andere durch HPV verursachte Tumoren haben eine längere Zeit bis zur Krebsentwicklung. Wegen der fehlenden Nachuntersuchungszeiträume liegen hierfür noch kaum Daten vor.

### Studien zur Wirksamkeit vor Marktzulassung
Die Wirksamkeit des tetravalenten Impfstoffes (Gardasil) wurde in vier placebokontrollierten, randomisierten und doppelblinden Phase II- und Phase III-Studien untersucht. Bei Frauen, die zum Zeitpunkt der Impfung nicht mit den entsprechenden humanen Papillomaviren infiziert waren, konnte durch die Impfung eine Infektion bei nahezu allen Frauen (96–100 %) verhindert werden. Bei den geimpften Studienteilnehmerinnen konnte durch die Impfung das Auftreten zervikaler intraepithelialen Neoplasien, einem Surrogatmarker für Gebärmutterhalskrebs, die durch die entsprechenden HPV-Typen verursacht wurden, bei 98–100 % der Probandinnen verhindert werden.
Jungen im Alter von 9 bis 15 Jahren entwickelten nach Impfung eine Immunität. Der tetravalente Impfstoff wurde in einer Studie mit 4.065 Jungen und Männer im Alter von 16 bis 26 Jahren als effektiv beurteilt.
Bei Gardasil ist eine Kreuzprotektion mit den phylogenetisch verwandten HPV-Typen 45, 52 und 58 bekannt.
Klinische Prüfungen mit Cervarix (gegen die krebserregenden HPV-Typen 16 und 18) zeigen einen Schutz auch gegen Infektionen mit HPV-Typen, die nicht im Impfstoff enthalten sind. Diese sogenannte Kreuzprotektion erstreckt sich in unterschiedlichem Maß auf die Virustypen 31, 33 und 45.
Nach Daten der PATRICIA-Studie (Papilloma Trial against Cancer in young Adults), einer Phase-III-Studie (HPV 008) mit Cervarix, an der in 14 Ländern Nord- und Südamerikas, Europas und der Asien-Pazifik-Region 18.644 Frauen im Alter zwischen 15 und 25 Jahren teilnahmen, wurde eine Verminderung der CIN 2+-Befunde um 70 % (33 gegenüber 110 Fälle), der CIN 3+-Befunde um 87 % (3 gegenüber 23 Fälle) gefunden. Die Quote der Konisationen reduzierte sich um 68,8 Prozent (also auf 31,2 %).

## Durchführung
Das Impfschema richtet sich nach dem Alter der zu immunisierenden Person: ab 14 Jahre (Gardasil) bzw. ab 15 Jahre (Cervarix) erfolgt die Grundimmunisierung mittels dreier intramuskulärer Injektionen, die je im Abstand von zwei und sechs Monaten nach der Erstinjektion (Gardasil) bzw. nach einem und sechs Monaten (Cervarix) verabreicht werden. Kinder im Alter von neun bis 13 Jahren (Gardasil) bzw. bis 14 Jahren (Cervarix) werden nach einem Zweidosen-Schema mit nur einer weiteren Injektion sechs Monate nach der Erstinjektion geimpft. Ob eine Auffrischimpfung erforderlich wird, ist noch Gegenstand weiterer Untersuchungen. Jedoch ergaben Nachbeobachtungen bisher keine Hinweise auf ein Nachlassen des Impfschutzes, wobei die Aussagefähigkeit der Studien für den Langzeitschutz über 5 Jahre hinaus schlechter war als für den Kurzzeitschutz bis zu 5 Jahren. Daten aus zwei großen Phase-III-Studien mit dem bivalenten HPV-Impfstoff Cervarix weisen darauf hin, dass offenbar auch bereits eine einzelne Impfung ausreichend ist.

## Impfempfehlung
Die Impfung ist für Mädchen bis Ende Dezember 2022 weltweit in das Impfprogramm von über 125 Ländern aufgenommen worden (in 47 Ländern auch für Jungen), so in Australien, Kanada, Neuseeland und Südkorea. In den USA wurde die Impfung in vielen Bundesstaaten gesetzlich festgeschrieben. Sie sollen vor erstem Sexualkontakt verimpft werden.
Die WHO fordert weltweit koordinierte Maßnahmen zur Eliminierung von Gebärmutterhalskrebs. Darunter versteht sie auch HPV-Impfprogramme, so sollen bis 2030 90 % der 15-jährigen Mädchen vollständig gegen HPV geimpft werden. Dem schließt sich auch die EU-Kommission im Europe’s Beating Cancer Plan („Europas Plan gegen den Krebs“) an. Um Gebärmutterhalskrebs und andere HPV-bedingte Krebsarten zu eliminieren, soll hierbei zusätzlich die HPV-Impfung bei Jungen deutlich erhöht werden.
| Land                   | Datum der Impfempfehlung |
| ---------------------- | ------------------------ |
| Belgien                | 11. Mai 2007             |
| Dänemark               | 4. Oktober 2007          |
| Deutschland            | 26. März 2007            |
| Frankreich             | 16. März 2007            |
| Griechenland           | 7. Februar 2008          |
| Irland                 | 5. August 2008           |
| Island                 | 19. Februar 2008         |
| Italien                | 28. Februar 2007         |
| Luxemburg              | 27. Februar 2007         |
| Niederlande            | 31. März 2008            |
| Norwegen               | 12. April 2007           |
| Österreich             | 20. Dezember 2006        |
| Portugal               | 10. Dezember 2007        |
| Schweden               | 26. Februar 2008         |
| Schweiz                | 18. Juni 2007            |
| Spanien                | 10. Oktober 2007         |
| Vereinigtes Königreich | 26. Oktober 2007         |

### Deutschland
Die Ständige Impfkommission (STIKO) empfahl die HPV-Impfung für Mädchen erstmals ab März 2007. 2014 setzte sie in ihren Empfehlungen die Altersgrenze für Mädchen herab.
Die Deutsche Gesellschaft für Urologie (DGU) und der Berufsverband der Deutschen Urologen (BDU) beurteilten 2018 die Impfung auch für Jungen als empfehlenswert. Am 5. Juni 2018 verabschiedete die STIKO einen Beschluss, in dem die Empfehlung der HPV-Impfung von Jungen im Alter von 9 bis 14 Jahren ausgesprochen wurde. Formell trat die Empfehlung mit ihrer Veröffentlichung sowie der wissenschaftlichen Begründung im Epidemiologischen Bulletin 26/2018 am 28. Juni 2018 in Kraft. Dennoch lag die Impfquote 2018 bei nur bei ca. 30 %, ein Grund lag in der Kommunikationsstrategie.
Für Mädchen und Jungen gelten dieselben Empfehlungen: Hierbei sollen alle Kinder und Jugendliche im Alter von 9 bis 14 Jahren mit einem 2-Dosen-Impfschema mit einem Impfabstand von 5 Monaten mit Cervarix oder Gardasil-9 geimpft werden, diese Impfserie soll vor dem ersten Geschlechtsverkehr (Kohabitarche) abgeschlossen sein. Bei Nachholimpfungen bei mindestens 15 Jahren oder bei einem Impfabstand von weniger als 5 Monaten zwischen der 1. und 2. Impfstoffdosis ist eine 3. Impfstoffdosis erforderlich. Das Alter bei Beginn der Impfserie ist für die Anzahl der erforderlichen Impfstoffdosen ausschlaggebend. Bis zum Alter von 17 Jahren sollen alle versäumten Impfungen gegen HPV nachgeholt werden.

### Österreich
In Österreich wird die HPV-Impfung aller Jugendlichen zwischen dem vollendeten 9. und 20. Lebensjahr nach einem 2-Dosen-Schema mit dem 9-valenten Impfstoff empfohlen, vorzugsweise vor einem sexuell aktiven Alter.  Die zweite Dosis sollte frühestens nach 6 und spätestens nach 12 Monaten erfolgen. Falls die zweite Impfung trotzdem früher verabreicht wurde, besteht die Notwendigkeit einer 3. Impfung im Intervall von 6 Monaten.
Bei Personen nach dem vollendeten 20. Lebensjahr wird ein 3-Dosen-Schema empfohlen, hierbei erfolgt die zweite Dosis 2 Monate nach der Erstimpfung, und die dritte Dosis 6–8 Monate nach der zweiten Dosis (0/2/6 bis 0/2/8 Monate). Dieses 3-Dosen-Schema gilt auch für immunsupprimierte Menschen bis zum 15. Lebensjahr.
Die Impfung von Frauen und Männern nach dem vollendeten 30. Lebensjahr ist optional.
Gemäß Impfplan ist die Impfung für beide Geschlechter nicht nur zur Unterbrechung der Infektionskette, sondern auch zur Erreichung eines Herdenschutzes wichtig. Die Impfung kann auch dann empfohlen werden, wenn eine Infektion bzw. die Erkrankung mit einem durch die Impfung abgedeckten Virus-Subtyp erfolgt war.

### Schweiz
Das Bundesamt für Gesundheit (BAG) und die Eidgenössische Kommission für Impffragen (EKIF) empfehlen die HPV-Impfung aller Jugendlichen allgemein im Alter von 11 bis 14 Jahren. Der beste Zeitpunkt der Impfung ist vor Beginn der sexuellen Aktivität, vorzugsweise soll der 9-valenten Impfstoff verimpft werden (auch zur Vervollständigung einer bereits begonnene Impfserie mit einem anderen HPV-Impfstoff). Da bei Frauen häufiger HPV-assoziierte Krankheiten vorkommen, wird die Impfung bei jungen Mädchen als Basisimpfung empfohlen, bei Jungen dagegen als Ergänzungsimpfung. Hierbei erhalten die Jugendlichen bis 14 Jahren ein Zwei-Dosis-Impfschema (Abstand ca. 6 Monate).
Bei 15- bis 26-Jährigen dient die Maßnahme als Nachhol- (empfohlen für adoleszente Mädchen bis zum 20. Geburtstag) oder Ergänzungsimpfung. In diesem Falle und zusätzlich falls Mädchen an einer Immunschwäche (bedingt durch Krankheit oder Medikamente) leiden, wird allgemein ein 3-Dosen-Schema empfohlen (0/2/6 Monate). Zwischen der 1. und der 2. Dosis ist ein Abstand von einem Monat, zwischen der 2. und 3. Dosis von drei Monaten indiziert.

### Japan
Die HPV-Impfung war in Japan ab April 2013 als Routineimpfung empfohlen und ist seit diesem Zeitpunkt kostenfrei. Die Empfehlung wurde aber im Juni 2013 ausgesetzt, nachdem monatelang Mutmaßungen zu schweren Nebenwirkungen von Impfgegnern verbreitet wurden. So wurde das Auftreten eines Komplexen regionalen Schmerzsyndroms bei einem 14-jährigen Mädchen kausal der HPV-Impfung angelastet. Dagegen sah das Paul-Ehrlich-Institut 2013 weder bei der Auswertung aller gemeldeten Verdachtsfälle noch in der Literatur ein Risikosignal für das Auftreten dieses Syndroms. Dieser Einschätzung schloss sich die Europäische Arzneimittelagentur nach einem Review im November 2015 an. Belege für einen Kausalzusammenhang wurden auch in Japan nie erbracht. Erst 2017 plädierten die Mitglieder von 17 japanischen Fachgesellschaften für eine Erneuerung der Impfempfehlung. Durch die Ereignisse sank die HPV-Impfrate in Japan von 70 % auf unter 1 % ab, nach Informationskampagnen der Regierung lag sie 2020 bei 10 %. Obwohl die japanische Regierung 2013 ihre Empfehlung des HPV-Impfstoffs bis April 2022 aussetzte, war der Impfstoff im Rahmen des nationalen Routineimpfprogramms bis zur Wiederempfehlung weiterhin kostenfrei verfügbar.
Die japanische Ärztin Riko Muranaka wurde für ihren Kampf gegen Desinformation im Zusammenhang mit der HPV-Impfung in Japan mit den John-Maddox-Preis 2017 ausgezeichnet. Sie konnte zeigen, dass die vom Impfgegner Shuichi Ikeda vorgebrachten Studien massive wissenschaftliche Defizite aufwiesen.

## Kosten
Mit Ausnahme von Finnland haben bislang alle westeuropäischen Länder eine Finanzierung der HPV-Impfung beschlossen. Internationale Studien zeigen bei der Kosten-Nutzen-Analyse der Impfung unter Annahme einer lebenslangen Dauer des Impfschutzes ein Kosten-Effektivitäts-Verhältnis, welches unter dem Schwellenwert von 50.000 Euro pro zusätzlichem qualitätsadjustiertem Lebensjahr (QALY), einem Lebensjahr mit guter Lebensqualität, liegt. Daher kommen die meisten Studien zum Ergebnis, dass die HPV-Impfung kosteneffektiv ist. Eine Bewertung kann jedoch derzeit nur über Modellrechnungen erfolgen, deren Ergebnis von den berücksichtigten Faktoren (wie etwa Annahmen zur unbekannten Wirkung gegen Gebärmutterhalskrebs und unbekannten Dauer des Impfschutzes) und den Rahmenbedingungen im jeweiligen Land abhängt. So kam man in den Niederlanden zu dem Ergebnis, dass die Impfung nicht kosteneffektiv ist. Die Impfung von Frauen, die 35 Jahre und älter sind, ist in den USA nicht kosteneffektiv. Nobelpreisträger Harald zur Hausen hat selbst „…bei jeder sich bietenden Gelegenheit darauf hingewiesen, dass der Impfstoff zurzeit zu teuer ist. Dies gilt in besonderer Weise für Entwicklungsländer, in denen Gebärmutterhalskrebs zum Teil die häufigste Krebserkrankung von Frauen darstellt.“ In Kenia kostet der Impfstoff etwa ein halbes durchschnittliches Jahreseinkommen.

### Deutschland
Die Kosten für den Impfstoff belaufen sich auf um die 150 Euro pro erforderlicher Einzeldosis. Im Jahr 2008 gaben die Krankenkassen in Deutschland für die beiden Impfstoffe Gardasil und Cervarix 244 Millionen Euro aus, so die Zahlen aus dem Arzneiverordnungs-Report 2009. Die gesetzlichen Krankenkassen übernehmen nach Aufnahme der Impfung in die Richtlinie des Gemeinsamen Bundesausschusses über Schutzimpfungen nach § 20d Abs. 1 SGB V, die Impfkosten für Mädchen zwischen 9 und 17 Jahren. Einige Krankenkassen übernehmen die Kosten für die Impfung von Frauen bis zum 26. Lebensjahr als freiwillige Satzungsleistung.
Seit 2018 wird eine Impfung bei 9- bis 14-jährigen Jungen durch die Ständige Impfkommission (STIKO) empfohlen, die Kosten übernehmen alle gesetzlichen Krankenkassen bis zum 17. Lebensjahr, manche Krankenkassen übernehmen sie als freiwillige Satzungsleistung bis zum 26. Lebensjahr.

### Österreich
Die HPV-Impfung für Mädchen und Jungen wurde am 12. August 2013 ins Schulimpfprogramm aufgenommen und ist damit seit Februar 2014 kostenfrei für Kinder von 9 bis 12 Jahren. Vergünstigte Preise gelten für Jugendliche bis 18 Jahre. Bereits zuvor konnte die Impfung in einzelnen Bundesländern im Rahmen von Schul- oder öffentlichen Impfaktionen vergünstigt bezogen werden.
Darüber hinaus übernehmen die ÖGK, die BVAEB sowie die SVS bei Frauen nach Konisation wegen hochgradiger zervikaler intraepithelialer Dysplasien (CIN 2-3) bis zum 45. Lebensjahr die Kosten für die HPV-Impfung.

### Schweiz
Für weibliche und männliche Jugendliche bzw. junge Erwachsene von 11 bis 26 Jahren werden die Kosten der HPV-Impfung durch die obligatorische Krankenpflegeversicherung (OKP) übernommen. Voraussetzung ist, dass die Leistung im Rahmen eines kantonalen Impfprogrammes erbracht wird. Hierbei regelt die Krankenpflege-Leistungsverordnung die Bedingungen für die Kostenübernahme durch die OKP (KLV SR 832.112.31, Artikel 12a, Buchstabe k).

## Unerwünschte Wirkungen

### Daten aus Studien
Zur Verträglichkeit der HPV-Impfung lagen zum Zeitpunkt der Zulassung Daten aus mehreren klinischen Studien mit über 20.000 Teilnehmerinnen vor. Seit der Zulassung von Gardasil wurden weltweit über 500 Millionen Personen geimpft. Das Auftreten von unerwünschten Wirkungen, die möglicherweise durch die HPV-Impfung verursacht werden, wird in speziellen Überwachungsprogrammen registriert; es konnten keine schweren Nebenwirkungen während der Postmarketing-Überwachung festgestellt werden.
Aufgrund der vorliegenden Studiendaten wird die HPV-Impfung im deutschen Health Technology Assessment, von der US-amerikanischen Zulassungsbehörde für Arzneimittel (FDA), den Centers for Disease Control and Prevention (CDC), der Europäischen Arzneimittel-Agentur (EMA), der Fédération Internationale de Gynécologie et d’Obstétrique (FIGO) und dem Global Advisory Committee der Weltgesundheitsorganisation (WHO) als sicher und gut verträglich eingeschätzt.
Die in den kontrollierten Studien am häufigsten aufgetretenen unerwünschten Wirkungen waren bei beiden Impfstoffen lokale Reaktionen (Rötung, Schwellung und Schmerzen) an der Einstichstelle. In den Studien zu Gardasil traten lokale Reaktionen bei etwa 83 % der Frauen in der Impfgruppe und bei 73 % der Frauen in der Placebogruppe auf. Als (aktives) Placebo erhielten die Studienteilnehmer in fast allen Fällen eine Mischung aus Wasser und dem Adjuvans amorphes Aluminiumhydroxyphosphatsulfat. Die häufigsten systemischen Reaktionen waren Kopfschmerzen, Müdigkeit, Muskelschmerzen und Übelkeit; sie traten in gleicher Häufigkeit in der Impf- und Placebogruppe auf. Fieber wurde bei 10–15 % der Frauen sowohl in der Impf- als auch in der Placebogruppe gemessen. Schwerere unerwünschte Wirkungen traten ebenfalls gleich häufig in der Impf- und Placebogruppe auf und bestanden in einer Einengung der Atemwege (Bronchospasmus), Gastroenteritis, Erhöhung des Blutdrucks, starken Kopfschmerzen, Schmerzen an der Einstichstelle und verminderter Beweglichkeit im benachbarten Gelenk. In einer Studie, die das Auftreten von chronischen Krankheiten bis zu vier Jahre nach Gabe des HPV-Impfstoffs oder des Placebos untersuchte, zeigte sich, dass bei 3 % der Frauen in der Impfgruppe eine chronische Krankheit aufgetreten war. In der Placebogruppe lag der Anteil neu aufgetretener chronischer Krankheiten bei 5 %. Hinsichtlich aufgetretener Todesfälle zeigte eine Metaanalyse der klinischen Studien, dass Todesfälle gleich häufig in Impf- und Placebogruppe auftraten und zumeist durch Unfälle verursacht waren. Für keinen der Todesfälle wurde die Impfung als Ursache angesehen.

### Daten nach Zulassung
Seit der US-Zulassung des HPV-Impfstoffs Gardasil im Juni 2006 sind bei der FDA und bei den Centers for Disease Control and Prevention im Rahmen von Überwachungsprogrammen bis zum September 2009 17.160 Berichte über mögliche unerwünschte Arzneimittelwirkungen bei etwa 26 Millionen verabreichter Dosen Impfstoff eingegangen. Die überwiegende Zahl der unerwünschten Wirkungen (92 %) wurde als nicht schwerwiegend eingestuft und bestand in lokalen Reaktionen, Kopfschmerzen, Übelkeit, Fieber und Synkopen. 8 % der gemeldeten unerwünschten Wirkungen waren schwerwiegend. Als schwerwiegend wurden Fälle definiert, bei denen es zu einer Krankenhausaufnahme, zu einer lebensbedrohlichen Erkrankung, zu einer irreversiblen Behinderung oder zum Tod kam. Beispielsweise wurden im zeitlichen Zusammenhang mit der Impfung aufgetretene Erkrankungen an einem Guillain-Barré-Syndrom, Thrombosen sowie Todesfälle gemeldet. Alle schwerwiegenden Fälle wurden hinsichtlich einer möglichen Verursachung durch Gardasil untersucht; in keinem Fall konnte ein ursächlicher Zusammenhang zwischen der Impfung und der jeweiligen Erkrankung nachgewiesen werden. Das vermutete erhöhte Thromboserisiko konnte durch eine dänische Fall-Kontroll-Studie nicht bestätigt werden. Eine weitere große Kohortenstudie aus Skandinavien konnte zudem zeigen, dass die HPV-Impfung nicht mit einem erhöhten Risiko für Multiple Sklerose (MS) und anderen demyelinisierenden Erkrankungen verbunden ist.
Cervarix weist ein zu Gardasil ähnliches Nebenwirkungsspektrum auf: die nach der Verabreichung am häufigsten beobachteten Nebenwirkungen waren Schmerzen an der Injektionsstelle (78 %) sowie Kopf- und Muskelschmerzen. Für beide Impfstoffe wurden in Einzelfällen eine Schwellung der Lymphknoten (Lymphadenopathie) sowie anaphylaktoide Reaktionen berichtet. Ein kausaler Zusammenhang zwischen einer HPV-Impfung und einer Unfruchtbarkeit durch Ovarialinsuffizienz konnte nicht gezeigt werden. Ein hierfür plausibler biologischer Entstehungsmechanismus ist nicht bekannt.
Im November 2015 gab die Europäische Arzneimittelagentur (EMA) bekannt, dass sie HPV-Impfstoffe in einem Review untersucht habe, bei dem nicht das Nutzen-Risiko-Verhältnis in Frage gestellt, sondern geprüft wurde, ob zwei selten im Zusammenhang mit der Impfung berichtete unerwünschte Wirkungen, das komplexe regionale Schmerzsyndrom (Complex Regional Pain Syndrome, CRPS) und das posturale orthostatische Tachykardiesyndrom (POTS), bei geimpften Frauen häufiger auftreten als bei ungeimpften. Die Auswertung aller verfügbaren wissenschaftlichen Informationen und Meldungen in Bezug auf die beiden Syndrome ergab, dass die im zeitlichen Zusammenhang mit HPV-Impfungen beobachteten Melderaten dieser Erkrankungen der erwarteten Häufigkeit des Auftretens in der untersuchten Altersgruppe (weibliche Jugendliche im Alter von 10 bis 17 Jahren) entspreche und sich somit kein Hinweis auf einen Zusammenhang ergebe. Nach einer im Dezember 2015 publizierten Kritik der dänischen Wissenschaftlerin Louise Brinth an diesem Review reichte der Direktor des Nordic Cochrane Centres, Peter C. Gøtzsche, im Mai 2016 eine formelle Beschwerde zu dem offiziellen Beurteilungsbericht der EMA ein.
2018 hat ein Cochrane-Review die Impfung als wirksam und sicher beurteilt. Dieses Review wurde von Gøtzsche und seinen Kollegen ebenfalls kritisiert. Er wurde wegen „fortgesetztes schlechtes Benehmen, welches nicht mit den Prinzipien und der Steuerung von Cochrane vereinbar sei“ am 26. September 2018 aus der Cochrane Collaboration ausgeschlossen.

## Schwangerschaft und Stillzeit
Hinsichtlich der Sicherheit einer Impfung mit HPV-Impfstoffen während der Schwangerschaft existieren nur begrenzte Daten. Diese zeigten kein erhöhtes Risiko für den Embryo oder den Fetus. So hat man beispielsweise bei knapp 1.800 untersuchten, unabsichtlich während der Schwangerschaft geimpften Frauen keine Hinweise auf einen negativen Ausgang beobachtet. Zum selben Ergebnis kommt eine ältere Studie von 2010. Ein Cochrane-Review aus dem Jahre 2018 kommt zu den Schluss, dass eine HPV-Impfung während der Schwangerschaft weder das Risiko für eine Fehlgeburt noch für einen Schwangerschaftsabbruch erhöht; zur Einschätzung über das Risiko für Totgeburten und Neugeborenen mit Fehlbildungen fehlen aussagekräftige Daten. Das RKI und die WHO raten, die HPV-Impfung während einer Schwangerschaft generell zu verschieben. Die HPV-Impfung reduziert das Risiko einer Frühgeburt insbesondere unterhalb der 32. Schwangerschaftswoche – dagegen tragen Frauen nach einer Konisation ein höheres Risiko für Frühgeburten.
Es gibt auch keine Hinweise für unerwünschte Wirkungen der Impfung während der Stillzeit für Gardasil 9. Die Immunogenität des Impfstoffs bei stillenden Müttern war mit der Immunogenität des Impfstoffs bei Frauen, die zum Zeitpunkt der Impfung nicht gestillt haben, vergleichbar. Die Auswirkungen auf gestillte Kinder, deren Mütter Cervarix erhalten haben, sind in klinischen Studien noch nicht untersucht worden. Cervarix sollte darum während der Stillzeit nur verabreicht werden, wenn die möglichen Vorteile mögliche Risiken überwiegen. Die Autoren der S3-Leitlinie Impfprävention HPV-assoziierter Neoplasien halten eine Impfung in der Stillzeit generell für vertretbar.

## Experimentelle HPV-Impfstoffe
Es wird an einem hitzestabilen HPV-Impfstoff geforscht, der auf dem HPV-L2-Kapsidprotein basiert. Dieses Nebenkapsidprotein ist hochkonserviert und ermöglicht zudem eine breitere Kreuzimmunität gegen mehr HPV-Typen als die HPV-L1-Kapsidprotein basierenden Impfstoffe.
Zusätzlich zu den beiden präventiven Impfstoffen Gardasil 9 und Cervarix werden für bereits Infizierte therapeutische HPV-Impfstoffe entwickelt. Sie befinden sich in klinischer Testung und sind damit noch nicht zugelassen. Beispielsweise enthält VGX-3100 zwei DNA-Plasmide, die intramuskulär via Elektroporation injiziert werden. Körpereigene Zellen exprimieren dann nach Aufnahme der Plasmide die Onkoproteine E6 und E7 der HPV-Typen 16 und 18. Das Immunsystem richtet sich damit gegen diese Proteine und bildet zytotoxische T-Zellen aus. Ein anderer Impfstoffkandidat ist ein Vektorimpfstoff, MVA-E2. Er enthält das Modified-Vaccinia-Ankara-Virus (MVA), das direkt in die Gebärmutter von Patientinnen injiziert wird, die von CIN-Zellveränderung betroffen sind. MVA exprimiert das E2-Protein des Bovinen Papillomvirus Typ 1 (BPV-1).
Wissenschaftler des Deutschen Krebsforschungszentrums entwickelten einen therapeutischen Impfstoff, mit dem im Tierversuch an Mäusen der durch HPV verursachte Gebärmutterhalskrebs bekämpft werden konnte. Bei der Hälfte der geimpften Tiere bildeten sich die Tumoren zurück.